# Arcot
Arcot (Tamil: ஆற்காடு Āṟkāṭu [ˈaːrkaːɖɯ]) ist eine Stadt im südindischen Bundesstaat Tamil Nadu. Sie liegt im Distrikt Ranipet im Norden des Bundesstaates am rechten Ufer des periodisch wasserführenden Palar-Flusses und hat rund 56.000 Einwohner (Volkszählung 2011).

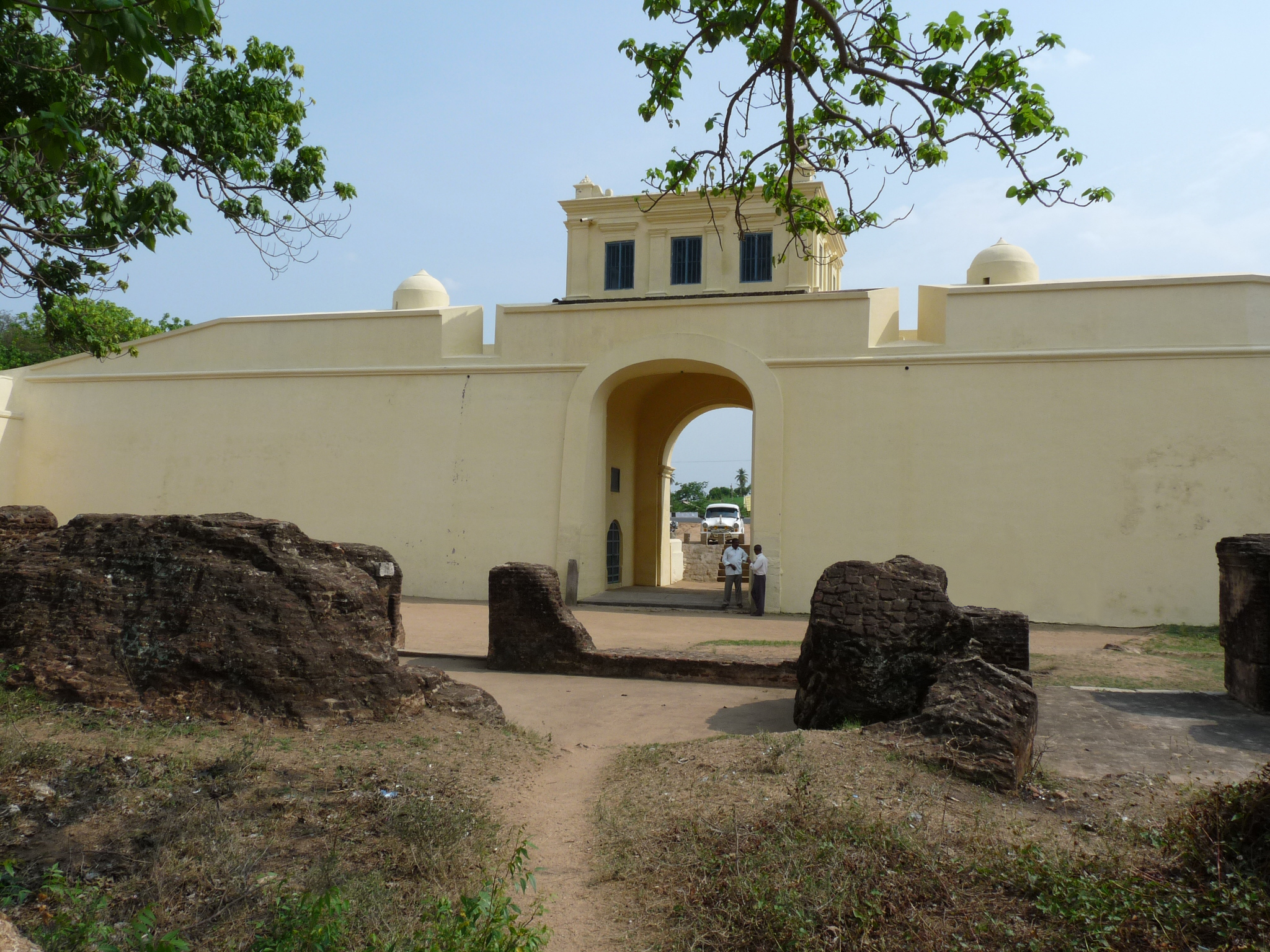
Das Delhi-Tor in Arcot

Der Name Arcot wird herkömmlich vom tamilischen āṟu kāṭu „sechs Wälder“ hergeleitet. Arcot war ab 1712 die Hauptstadt der muslimischen Herrscherdynastie der Nawabs von Arcot. 1740 wurde Arcot von den Marathen erobert und wechselte in den Wirren der Karnatischen Kriege mehrfach den Besitzer, ehe die Briten unter Robert Clive, 1. Baron Clive 1751 Arcot einnahmen und im selben Jahr in der Schlacht von Arcot gegen eine französische Übermacht verteidigen konnten. 1758 fiel die Stadt an die Franzosen, wurde aber zwei Jahre später von britischen Truppen wiedererobert und blieb für die nächsten zwanzig Jahre unter der Herrschaft des mit den Briten verbündeten Nawabs. 1780 eroberte Hyder Ali, der König von Mysore Arcot, nach dem Ende der Mysore-Kriege kam die Stadt aber 1801 endgültig unter britische Herrschaft.
Zu den Sehenswürdigkeiten Arcots gehören das Delhi-Tor, der einzig verbliebene Rest der Stadtbefestigung, und das Mausoleum des Nawabs Muhammed Saadatullah Khan.
83 Prozent der Einwohner Arcots sind Hindus und 16 Prozent Muslime. Christen stellen weniger als 1 Prozent der Bevölkerung. Die Hauptsprache ist, wie in ganz Tamil Nadu, das Tamil, das von 76 Prozent der Bevölkerung als Muttersprache gesprochen wird. 14 Prozent sprechen Urdu und 8 Prozent Telugu.